# Anneli Andelén
Anneli Andelén (* 21. Juni 1968) ist eine ehemalige schwedische Fußballspielerin.

## Karriere

### Vereine
Andelén gehörte dem Öxabäck IF als Stürmerin an und kam in den Spielzeiten 1983 bis 1994 in der höchsten Spielklasse im schwedischen Frauenfußball, ab 1988 Damallsvenskan, zum Einsatz. Während ihrer Vereinszugehörigkeit gewann sie mit ihrer Mannschaft dreimal die Meisterschaft und sechsmal den nationalen Vereinspokal.  
Ab 1995 war sie in vier Spielzeiten der L.League, der höchsten Spielklasse im japanischen Frauenfußball, für die Suzuyo Shimizu FC Lovely Ladies aktiv. Mit Ablauf des Kalenderjahres 1998 beendete sie ihre Spielerkarriere.

### Nationalmannschaft
Andelén bestritt von 1987 bis 1996 insgesamt 88 Länderspiele für die A-Nationalmannschaft, in denen sie 37 Tore erzielte. Für die Nationalmannschaft bestritt sie bei fünf Europameisterschaften (1987, 1989, 1991, 1993, 1995) 14 Spiele, in denen sie sechs Tore erzielte. Ferner kam sie bei zwei Weltmeisterschaften (1991 und 1995) in zehn Spielen zum Einsatz, in denen sie vier Tore erzielte.

## Erfolge / Auszeichnungen
- Finalist Europameisterschaft 1987
- Schwedischer Meister 1983, 1987, 1988
- Schwedischer Pokalsieger 1985, 1986, 1987, 1988, 1989, 1991
- Torschützenkönigin der Damallsvenskan 1992, 1993, 1994
- Schwedische Fußballspielerin des Jahres 1992